# Partido San Cayetano
San Cayetano ist ein Partido an der Atlantikküste der Provinz Buenos Aires in Argentinien. Laut einer Schätzung von 2019 hat der Partido 8766 Einwohner auf 3004 km². Der Verwaltungssitz ist die Stadt San Cayetano. Der Partido und seine cabecera (Hauptstadt) sind nach San Cayetano (Kajetan von Thiene), einem katholischen Heiligen (1480–1547), benannt.

## Orte
San Cayetano ist in 3 Ortschaften und Städte, sogenannte Localidades, unterteilt.
- San Cayetano
- Ochandío
- Balneario San Cayetano